# قرار الجمعية العامة للأمم المتحدة 177
قرار الجمعية العامة للأمم المتحدة 177، المعتمد في 21 نوفمبر 1947 - والذي صاغ المبادئ المعترف بها في ميثاق لندن لمحكمة نورمبرغ وفي حكم المحكمة.

بموجب القرار 177 (II)، الفقرة (أ)، تم توجيه لجنة القانون الدولي إلى «صياغة مبادئ القانون الدولي المعترف بها في ميثاق محكمة نورمبرغ وفي حكم المحكمة». من هذا القرار تم إنشاء مبادئ نورمبرغ.